# Alonso de Carrillo
Alfonso Carrillo de Albornoz (Carrascosa del Campo, ?-14 de marzo de 1434, Basilea, Principado-Obispado de Basilea) fue un cardenal español de la Santa Iglesia Romana. Ocupó los cargos de administrador de Sigüenza de 1422 a 1434 y luego cardenal de San Eustaquio en Roma (c. 1384). Entre 1383 y el 23 de febrero de 1447 ocupó el cargo de protonotario apostólico del Papa Eugenio IV. Contemporáneo del obispo de Plasencia y poderoso cardenal en Roma Juan de Carvajal (c. 1400-1469). Al ser administrador de la diócesis de Salamanca es conocido como Alfonso III de Salamanca.

## Origen familiar y primeros años

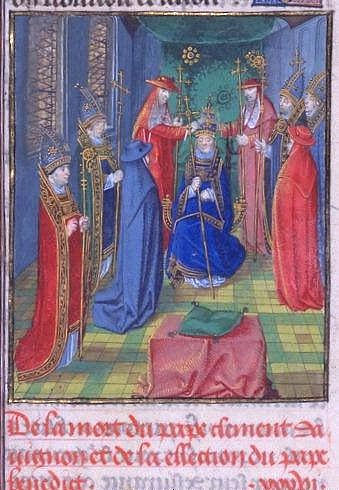
Consagración de Benedicto XIII en Aviñón.

Los padres de Alonso Carrillo eran Gómez Carrillo y Castañeda, señor de Ocentejo y de Paredes, alcalde mayor de los Hijosdalgo de Castilla, ayo del futuro rey Juan II de Castilla, y Urraca Álvarez de Albornoz (n. Carrascosa del Campo), señora de Portilla y Navahermosa, hija de Álvar García de Albornoz. El tío materno era el cardenal Gil Álvarez de Albornoz.
Tuvo tres hermanos, Álvaro que fue señor de Ocentejo y Cañamares, María y Teresa Carrillo de Albornoz, señora de Paredes, de Portilla y de Valtablado de Beteta, que se casó con el noble portugués exiliado Lope Vázquez de Acuña, I señor de Buendía y Azañón, y fueron padres de Pedro, I conde de Buendía, Gómez y del futuro arzobispo Alfonso Carrillo de Acuña.
Era nieto paterno de Sancha de Castañeda y de su marido Pedro Carrillo Osorio, señor de Nogales, alcalde mayor de los Hidalgos de Castilla, caballero de la Orden de la Banda, quien se halló en 1338 en la defensa de Tarifa y fue asesinado en 1364 en Aragón.
Destinado desde joven al estado eclesiástico, fue arcediano de Cuenca, creado cardenal diácono de San Eustaquio en el consistorio del 22 de septiembre de 1408 y administrador de la diócesis de Salamanca. El 28 de noviembre de 1411 fue nombrado administrador de la diócesis de Osma y abad de la Colegiata San Miguel Arcángel (Alfaro), puestos que ocupó hasta su muerte. Nombrado obispo de Sigüenza en 1422, nunca residió en su diócesis.

## Durante el cisma de Occidente
Carrillo fue uno de los cardenales, junto con Carlos Jordán de Urriés y Pedro de Fonseca, que permanecieron fieles al antipapa Benedicto XIII. El 3 de mayo de 1416 escribieron una carta al rey Alfonso V, afirmando que se trataba del legítimo papa, vicario de Cristo y cabeza de la Iglesia. En esa carta citan a varios padres de la Iglesia, demostrando unos profundos conocimientos teológicos. Con la misma firmeza fue uno de los cardenales españoles que se opusieron al legado de Castilla en el Concilio de Constanza.
Sin embargo, el 15 de diciembre de 1416 solicitaron a Benedicto XIII que abdicase y enviase una delegación al concilio, evitando así el cisma. Cuando el antipapa se negó, tras intentar convencer de nuevo al antipapa para que reconociese a Martín V, recientemente elegido por los cardenales del concilio, los tres cardenales se desvincularon de su causa y se pasaron al bando conciliarista. Benedicto XIII los llamó "hijos degenerados" y los desposeyó de su cardenalato.

## Durante el papado de Martín V

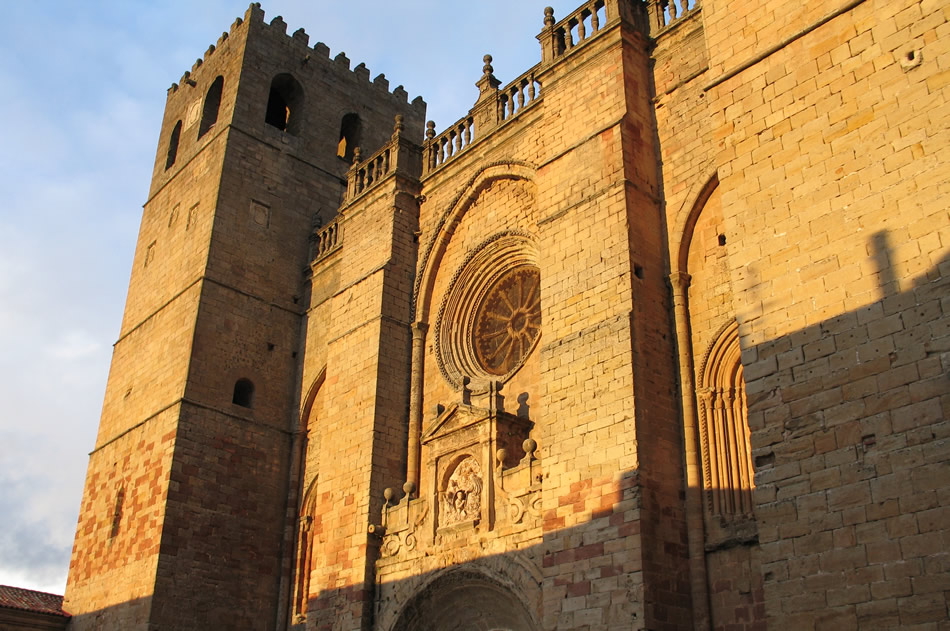
Vista exterior de la Catedral de Sigüenza.

El papa Martín V restauró a los tres cardenales en su dignidad en agradecimiento a sus servicios y el 16 de agosto de 1420 nombró a Alonso legado en Bolonia.
Dos años después, en enero de 1423 fue nombrado cardenal presbítero de los Cuatro Santos Coronados y archivicario de la Basílica de Letrán en 1428.
Participó en el cónclave de 1431 y asistió al concilio de Basilea, en el que ejerció una poderosa influencia.

## Muerte y legado

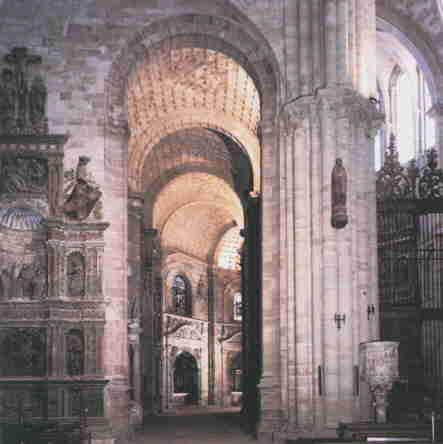
Girola de la Catedral de Sigüenza.

Enviado por el concilio como vicario a Aviñón en 1433, murió poco después en su regreso a Basilea. Las exequias se celebraron en presencia del Emperador del Sacro Imperio Romano Germánico, los obispos y padres del concilio. En Castilla la noticia se recibió con profundo dolor:

«La muerte del Cardenal fue de gran daño en este tiempo, porque era un hombre muy notable y gran letrado, y servía mucho al Rey y sostenía a todos los castellanos que en aquellas partes iban. Hubo el Rey de su fallecimiento gran dolor y vistió paños negros, y asimismo la Reina y el Príncipe y todos los grans que en la Corte estaban».

Fue enterrado en la iglesia de los Cuatro Santos Coronados y después trasladado a la capilla mayor de la catedral de Sigüenza. Su sepulcro de mármol, labrado en Roma, está situado en una parte del muro derecho, encima de la puerta del trascoro.
| Predecesor: Diego de Anaya Maldonado | Administrador de Salamanca 1408   | Sucesor: Gonzalo de Alba          |
| Predecesor: Pedro Fernández de Frías | Administrador de Osma 1411 - 1426 | Sucesor: Juan de Cerezuela y Luna |
| Predecesor: Pedro de Fonseca         | Obispo de Sigüenza 1422 - 1434    | Sucesor: Alonso Carrillo de Acuña |